# UPローチ
UPローチ（アップローチ）は、日本の女性アイドルグループである。所属事務所は株式会社プリュ。

## 概要
2016年2月、ハニースパイスのプロデューサー兼メンバーであった橘ありかのプロデュースにより結成。
当時はハニースパイスの妹分とされており、グループカラーはレッドであった。
その後2017年9月をもってメンバー全員が卒業し一度活動を休止した後、2020年5月に新体制として再デビューした。
現在のコンセプトは「全力で沸けるアイドル」であり、人々に笑顔と娯楽を届けるエンターテイメントグループである。
2023年4月16日から同年6月8日までは、すみまなfromUPローチとして活動していた。

## 略歴

### 2016年
- 2月7日 - 渋谷club asiaにて行われたハニースパイス5thワンマンライブ「ハニスパーティ！-REVENGE-」にてハニースパイスの妹分としてデビュー。[2]
- 5月11日 - 家庭の事情により紺野ちあきが活動辞退。[3]
- 6月1日 - duo MUSIC EXCHANGEにて行われた「橘ありか生誕祭」にて2期生をお披露目。各メンバーに担当カラーを設定。[4]
- 7月23日 - 複数の問題行動とルール違反が判明したため如月美桜がグループ脱退。ジオとの契約を解除。[5]
- 9月1日 - 所属事務所が株式会社ジオから事実上の後継会社である株式会社プリュに移籍。[6]
- 10月23日 - 新宿ReNYにて行われたハニースパイス6thワンマンライブ「BIG WAVE Second Impact」のO.A.にて3期生をお披露目。[7]
- 11月2日 - 「UPローチ定期公演Vol.3」にて3期生の3名がステージデビュー。[8]
- 12月7日 - 絢野遥が卒業。[9]

### 2017年
- 2月7日 - 「UPローチ1st Oneman Live～私達、結成1周年になります！～」を渋谷DESEOにて開催。[10]
- 5月26日 - 1stシングル「LoveLove♡パーリィナイ」をリリース。
- 8月16日 - 「UPローチ2ndワンマンライブ～あなたにもっと知ってほしい～」を渋谷club asiaにて開催。鳴瀬未華が卒業。[11]
- 9月30日 - 渋谷VUENOSにおいて行われた「UPローチ現体制ラストライブ」をもって当時のメンバー５人全員が卒業しグループの活動を休止。プロデューサーの橘ありかも同日で退任。[12]

### 2019年
- 12月28日 - 公式Twitterにて再始動、及びKanaのプロデューサーへの就任を発表。[13]

### 2020年
- 3月18日〜4月9日 - 新メンバー7名を順次発表。
- 4月22日〜5月20日 - 「世界初？無観客デビューライブ配信！ ドキラブMV作成プロジェクト！」と称したクラウドファンティングを実施。目標額であった100万円を大幅に上回る209万2000円を集めた。[14]
- 5月23日 - UPローチ無観客デビューライブをYouTube及びSHOWROOMにて無料配信。[15]
- 7月7日 - 新宿ReNYで行われた「ユメライブ」にて初の客入れライブを行う。[16]
- 7月15日 - 立花紗知が1stソロ写真集「純情bittergirl」を発売[17]
- 8月29日 - @JAM ONLINE FESTIVAL 2020に出演[18]
- 11月23日 - ミニアルバム「トキメキ☆UPローチ」を各種サブスクにて配信開始。[19]

### 2021年
- 2月14日 - 藤井聖羅が初のソロ写真集「shine」を発売。[20]
- 4月11日 - UPローチ1stワンマンライブ『UP×DATE』を白金高輪SELENE b2にて開催。[21]
- 5月11日〜10月2日 - グループ初のツアーとなる夏の7都市無銭ツアー『UProad…….』を開催。
- 6月16日 - 活動する上でのルール違反、多数の契約違反が発覚した為汐見茉莉花が脱退、及び契約解除処分となる。[22]
- 6月23日 - 赤羽ReNYにて行われた「天宮瑠那卒業公演」をもって天宮瑠那が卒業。[23]
- 11月25日〜2022年1月26日 - 『UPローチ冬の関東無銭ツアー』を開催。

### 2022年
- 1月26日 - 新メンバーとして百瀬結乃・瀬森咲茉・久世みこ都・雨宮サクの４名が加入。[24]
- 4月26日 - ロックフィールドより1stシングル「アオゾラ紙飛行機」をリリース。[25]
- 6月9日 - 久世みこ都が活動辞退により脱退。[26]
- 8月15日 - UPローチ2ndワンマンライブ『テノナルホウYEAH‼︎!』をSpotify O-EASTにて開催。[27]
- 9月6日 - 雨宮サクが卒業。[28]

### 2023年
- 3月1日 - 4月7日の「UPローチ現体制ラストライブ【〜UP to YOU〜】」にて現体制が終了となることを発表。[29]
- 4月7日 - 「UPローチ現体制ラストライブ【〜UP to YOU〜】」にて近藤亜沙、藤井聖羅、立花紗知、百瀬結乃、瀬森咲茉が卒業。[30]
- 6月11日 - 「@JAM PARTY vol.85」にて水沢永愛、星野みさ、白崎結羅、朝日りか、何卒しゅなが加入。[31][32]
- 9月25日 - 活動を継続する意思が見られないため、白崎結羅を解雇。[33]

### 2024年
- 10月21日 - 「UPローチ3rdワンマンライブ～Up↑draft～ #とりあえずアゲていこう」をduo MUSIC EXCHANGEにて開催。[34]『バビデブ』MV公開。[35]
- 12月10日 - 12月28日の「UPローチ現体制終了ライブ」にて現体制が終了となることを発表。[36]
- 12月17日 - 「UPローチ 森川すみ・森川まな生誕&卒業ライブ」にて森川すみ、森川まなが卒業。[37]
- 12月28日 - 「UPローチ現体制終了ライブ」にて星野みさ、何卒しゅなが卒業。[38]

### 2025年
- 2月10日 - 「笑う門にはプリュきたる "新体制"スペシャル」にて姫宮れむ、兎月みう、藤城りこ、神楽のあ、月乃ゆあが加入。[39]
- 4月26日 - 「アプロ♡フレーバー U BOX」を各種サブスクにて配信開始。[40]
- 7月15日 - 「アプロ♡フレーバー P BOX」を各種サブスクにて配信開始。[41]

## メンバー

### 現体制(2020年5月23日〜)

#### 現メンバー
| 名前                    | 愛称               | 生年月日               | 出身地 | 担当カラー     | 活動期間        | 備考                                               |
| ----------------------- | ------------------ | ---------------------- | ------ | -------------- | --------------- | -------------------------------------------------- |
| 水沢 永愛 みずさわ えな | えなちゃん         | 2004年8月27日（20歳）  | 埼玉県 | ミントグリーン | 2023年6月11日〜 | 元:YUMEADO EUROPE 所属会社：タンバリンアーティスツ |
| 夢日 りか ゆめひ りか   | ぴりか、ぴりちゃん | 2002年3月19日（23歳）  | 愛知県 | 白             | 2023年6月11日〜 | 旧芸名：朝日りか 元:Sekaisen                       |
| 姫宮 れむ ひめみや れむ |                    | 2005年10月16日（19歳） | 長崎県 | 赤             | 2025年2月10日〜 |                                                    |
| 兎月 みう うづき みう   |                    | 2月2日                 | 茨城県 | ピンク         | 2025年2月10日〜 |                                                    |
| 藤城 りこ ふじしろ りこ |                    | 2月20日                | 東京都 | 黄色           | 2025年2月10日〜 |                                                    |
| 神楽 のあ かぐら のあ   |                    | 5月14日                | 東京都 | 水色           | 2025年2月10日〜 |                                                    |
| 月乃 ゆあ つきの ゆあ   |                    | 2007年2月27日（18歳）  | 京都府 | パープル       | 2025年2月10日〜 |                                                    |

#### 元メンバー
| 名前                        | 愛称       | 生年月日               | 出身地 | 担当カラー     | 活動期間                      | 備考                            |
| --------------------------- | ---------- | ---------------------- | ------ | -------------- | ----------------------------- | ------------------------------- |
| 汐見 茉莉花 しおみ まりか   | りっか     | 2001年5月20日（24歳）  | 東京都 | オレンジ       | 2020年5月23日〜2021年6月16日  |                                 |
| 天宮 瑠那 あまみや るな     | るなち     | 2001年4月10日（24歳）  | 埼玉県 | 白             | 2020年5月23日〜2021年6月23日  | 卒業後ハニースパイスRe.に加入。 |
| 久世 みこ都 くぜ みこと     | みこ都     | 2000年3月11日（25歳）  | 埼玉県 | 白             | 2022年1月26日〜2022年6月9日   | 元:プリュネクスト               |
| 雨宮 サク あまみや さく     | サクちゃん | 1999年7月16日（26歳）  | 東京都 | オレンジ       | 2022年1月26日〜2022年9月6日   | 元:プリュネクスト               |
| 近藤 亜沙 こんどう あさ     | あさちゃん | 2005年9月14日（19歳）  | 東京都 | 黄色           | 2020年5月23日〜2023年4月7日   | 元:KissBee Youth                |
| 藤井 聖羅 ふじい せいら     | せいら     | 1999年8月22日（25歳）  | 岩手県 | パープル       | 2020年5月23日〜2023年4月7日   |                                 |
| 立花 紗知 たちばな さち     | さっちゃん | 2001年8月29日（23歳）  | 埼玉県 | 水色           | 2020年5月23日〜2023年4月7日   |                                 |
| 百瀬 結乃 ももせ ゆいの     | ゆいちゃん | 2001年10月9日（23歳）  | 埼玉県 | 青             | 2022年1月26日〜2023年4月7日   |                                 |
| 瀬森 咲茉 せもり えま       | えまたん   | 2002年6月17日（23歳）  | 千葉県 | ミントグリーン | 2022年1月26日〜2023年4月7日   |                                 |
| 白崎 結羅 しろさき ゆら     | ゆらちゃん | 4月19日                | 関西   | パープル       | 2023年6月11日〜2023年9月25日  |                                 |
| 森川 すみ もりかわ すみ     | すみちゃ   | 2001年12月11日（23歳） | 埼玉県 | 赤             | 2020年5月23日〜2024年12月17日 | 元:ちぇみー 森川まなの姉        |
| 森川 まな もりかわ まな     | まなちゃん | 2001年12月11日（23歳） | 埼玉県 | ピンク         | 2020年5月23日〜2024年12月17日 | 元:ちぇみー 森川すみの妹        |
| 星野 みさ ほしの みさ       | みさみさ   | 2004年3月13日（21歳）  | 東京都 | 黄色           | 2023年6月11日〜2024年12月28日 |                                 |
| 何卒 しゅな なにとぞ しゅな | しゅな     | 2002年5月20日（23歳）  | 埼玉県 | 水色           | 2023年6月11日〜2024年12月28日 |                                 |

### 旧体制(2016年2月7日〜2017年9月30日)

#### 活動休止時点でのメンバー
| 名前                        | 愛称       | 生年月日               | 出身地   | 担当カラー | 加入期 | 活動期間                     | 備考                     |
| --------------------------- | ---------- | ---------------------- | -------- | ---------- | ------ | ---------------------------- | ------------------------ |
| 松井 彩花 まつい あやか     | あやぴぃ   | 2000年5月4日（25歳）   | 東京都   | イエロー   | 2期生  | 2016年6月1日〜2017年9月30日  |                          |
| 楠木 りりか くすのき りりか | りーちゃん | 1995年4月25日（30歳）  | 東京都   | パープル   | 2期生  | 2016年6月1日〜2017年9月30日  |                          |
| 峰上 ゆりか みねがみ ゆりか | ゆんにゃん | 1995年7月20日（30歳）  | 東京都   | ブルー     | 3期生  | 2016年11月2日〜2017年9月30日 |                          |
| 大場 鈴愛 おおば れいな     | れーたん   | 1999年8月8日（26歳）   | 東京都   | オレンジ   | 3期生  | 2016年11月2日〜2017年9月30日 | 卒業後HIGH SPIRITSに加入 |
| 星合 桃子 ほしあい ももこ   | ももちゃん | 1999年12月12日（25歳） | 神奈川県 | ホワイト   | 3期生  | 2016年11月2日〜2017年9月30日 |                          |

#### 活動休止前に脱退したメンバー
| 名前                      | 愛称       | 生年月日              | 出身地 | 担当カラー | 加入期 | 活動期間                    | 備考                   |
| ------------------------- | ---------- | --------------------- | ------ | ---------- | ------ | --------------------------- | ---------------------- |
| 紺野 ちあき こんの ちあき | ちゃき     | 1994年11月2日（30歳） | 茨城県 |            | 1期生  | 2016年2月7日〜2016年5月11日 |                        |
| 如月 美桜 きさらぎ みお   | みぃたん   | 2000年11月7日（24歳） | 千葉県 | ブルー     | 1期生  | 2016年2月7日〜2016年7月23日 |                        |
| 絢野 遥 あやの はるか     | おはるん   | 1994年6月19日（31歳） | 三重県 | グリーン   | 1期生  | 2016年2月7日〜2016年12月7日 |                        |
| 鳴瀬 未華 なるせ みか     | みかぴょん | 1995年8月3日（30歳）  | 埼玉県 | ピンク     | 1期生  | 2016年2月7日〜2017年8月16日 | 卒業後テンシメシに加入 |

## 作品

### シングル
|            | 発売日        | タイトル         | 規格品番          | 収録曲 | 最高位                       |
| rock field | rock field    | rock field       | rock field        | rock field | rock field                   |
| ---------- | ------------- | ---------------- | ----------------- | --- | ---------------------------- |
| 1st        | 2022年4月26日 | アオゾラ紙飛行機 | Type-A QARF-60096 | 1. アオゾラ紙飛行機 2. 君仕掛けのメリーゴーランド 3. ドキドキLOVE 4. アオゾラ紙飛行機(instrumental) 5. 君仕掛けのメリーゴーランド(instrumental) 6. ドキドキLOVE(instrumental) | デイリー4位 ウィークリー13位 |
| 1st        | 2022年4月26日 | アオゾラ紙飛行機 | Type-B QARF-60097 | 1. アオゾラ紙飛行機 2. テノナルホウヘ 3. Upplause 4. アオゾラ紙飛行機(instrumental) 5. テノナルホウヘ(instrumental) 6. Upplause(instrumental)                                 | デイリー4位 ウィークリー13位 |
| 1st        | 2022年4月26日 | アオゾラ紙飛行機 | Type-C QARF-60098 | 1. アオゾラ紙飛行機 2. お疲れSUMMERDAY 3. キミ依存♡シンドローム 4. アオゾラ紙飛行機(instrumental) 5. お疲れSUMMERDAY(instrumental) 6. キミ依存♡シンドローム(instrumental)     | デイリー4位 ウィークリー13位 |

### シングル【配信限定】
|     | 発売日         | タイトル    | 収録曲                                       |
| --- | -------------- | ----------- | -------------------------------------------- |
| 1st | 2024年4月29日  | lost planet | 1. lost planet 2. lost planet (Instrumental) |
| 2nd | 2024年10月22日 | バビデブ    | 1. バビデブ 2. バビデブ (Instrumental)       |

### アルバム【配信限定】
|     | 発売日         | タイトル                | 収録曲 |
| --- | -------------- | ----------------------- | --- |
| 1st | 2020年11月23日 | トキメキ☆UPローチ       | 1. ドキドキLOVE 2. 愛をゲッチュ 3. ダイナマイトポップコーンエレクトロ 4. B.R.W 5. キラキラ 6. トキメキ☆UPローチ 7. ミラクルトレイン 8. お疲れSUMMERDAY                                      |
| 2nd | 2025年4月26日  | アプロ♡フレーバー U BOX | 1. ドキドキLOVE 2. アオゾラ紙飛行機 3. Upplause 4. お疲れSUMMERDAY 5. テノナルホウヘ 6. キミ依存♡シンドローム 7. おすすめのアイコトバ 8. バビデブ 9. やればできる子論 10. トキメキ☆UPローチ |
| 3rd | 2025年7月15日  | アプロ♡フレーバー P BOX | 1. UP×DATE 2. 君仕掛けのメリーゴーランド 3. 透明ヒロイン 4. Brand new yell 5. Viva!!Sunshine!! 6. ダイナマイトポップコーンエレクトロ                                                        |

### 映像作品
|     | タイトル                                                            | 形態   |
| --- | ------------------------------------------------------------------- | ------ |
| 1st | UPローチ 1st ONE MAN LIVE「UP×DATE」 2021.4.11 sun 白金高輪SELENEb2 | BD DVD |
| 2nd | 2022.08.15 UPローチ2ndワンマンライブ テノナルホウYEAH!!!            | BD DVD |

### 書籍
- 純情bittergirl（立花紗知、2020年7月13日発売）ASIN B08CXR8VV7
- shine（藤井聖羅、2021年2月12日発売）ASIN B08WKLDP58

## タイアップ
| 楽曲             | タイアップ                                                        | 収録作品                     |
| ---------------- | ----------------------------------------------------------------- | ---------------------------- |
| アオゾラ紙飛行機 | 日本テレビ系『川島・山内のマンガ沼』2022年4月度エンディングテーマ | シングル「アオゾラ紙飛行機」 |

## ライブ・イベント

### 主な主催イベント
| 年     | 公演日   | 公演名                                                          | 会場                           | 備考 |
| ------ | -------- | --------------------------------------------------------------- | ------------------------------ | --- |
| 2020年 | 5月23日  | UPローチ無観客デビューライブ配信                                | -                              | 無観客配信 |
| 2021年 | 4月11日  | UPローチ1stワンマンライブ『UP×DATE』                            | 東京・白金高輪SELENE b2        | |
| 2021年 | 5月11日  | UPローチ夏の7都市無銭ツアー『UProad.......』                    | 神奈川・横浜1000club           | ゲスト：elseed・Nina Pelea・JAPANARIZM・elsy                                                                               |
| 2021年 | 5月28日  | UPローチ夏の7都市無銭ツアー『UProad.......』                    | 千葉・柏Thumb UP               | |
| 2021年 | 6月1日   | UPローチ夏の7都市無銭ツアー『UProad.......』                    | 神奈川・川崎セルビアンナイト   | |
| 2021年 | 6月29日  | UPローチ夏の7都市無銭ツアー『UProad.......』                    | 埼玉・西川口Hearts             | |
| 2021年 | 7月18日  | UPローチ夏の7都市無銭ツアー『UProad.......』                    | 愛知・大須Dt.BLD               | |
| 2021年 | 8月7日   | UPローチ夏の7都市無銭ツアー『UProad.......』                    | 大阪・ESAKA MUSE               | ゲスト：脳内パステル・すたんぴっ！・W.                                                                                     |
| 2021年 | 10月2日  | UPローチ夏の7都市無銭ツアー『UProad.......』                    | 東京・新宿ReNY                 | ゲスト：JAPANARIZM・Sweet Alley・花いろは・サクヤコノハナ・ハニースパイスRe.                                               |
| 2021年 | 11月25日 | UPローチ冬の関東無銭ツアー                                      | 神奈川・横浜1000club           | ゲスト：LOVE SPEARS・ESTLINK☆・bob up.・Nina Pelea                                                                         |
| 2021年 | 12月8日  | UPローチ冬の関東無銭ツアー                                      | 埼玉・川越DEPARTURE            | |
| 2021年 | 12月21日 | UPローチ冬の関東無銭ツアー                                      | 千葉・柏Thumb UP               | ゲスト：【eN】 |
| 2022年 | 1月11日  | UPローチ冬の関東無銭ツアー                                      | 神奈川・川崎セルビアンナイト   | |
| 2022年 | 1月26日  | UPローチ冬の関東無銭ツアー                                      | 東京・渋谷Veats                | ゲスト：テンシメシ໒꒱・ハニースパイスRe.                                                                                   |
| 2022年 | 8月15日  | UPローチ2ndワンマンライブ 『テノナルホウYEAH!!!』               | 東京・渋谷Spotify O-EAST       | |
| 2022年 | 9月25日  | UPローチ全国ツアー 【UProad…2022〜2023】                        | 大阪・西九条BRAND NEW          | |
| 2022年 | 10月1日  | UPローチ全国ツアー 【UProad…2022〜2023】                        | 沖縄・コージービーチクラブ     | ゲスト：W. |
| 2022年 | 11月27日 | UPローチ全国ツアー 【UProad…2022〜2023】                        | 愛知・大須Dt.BLD               | |
| 2022年 | 12月4日  | UPローチ全国ツアー 【UProad…2022〜2023】                        | 福岡・天神OP's                 | ゲスト：空想モーメントL+・HelloYouth・九州女子翼                                                                           |
| 2022年 | 12月14日 | UPローチ全国ツアー 【UProad…2022〜2023】                        | 神奈川・川崎セルビアンナイト   | ゲスト：Loulouchouchou |
| 2023年 | 1月21日  | UPローチ全国ツアー 【UProad…2022〜2023】                        | 東京・新宿ReNY                 | ゲスト：キミと永遠に・テンシメシ໒꒱・JAPANARIZM・ハニースパイスRe.                                                         |
| 2023年 | 3月25日  | UPローチ全国ツアー 【UProad…2022〜2023】                        | 青森・青森Quarter              | |
| 2023年 | 4月7日   | UPローチ現体制ラストライブ【〜UP to YOU〜】                     | 東京・秋葉原P.A.R.M.S          | |
| 2023年 | 6月24日  | UPローチ東名韓ツアー【SEVEN UP】                                | 韓国・弘大Club Freebird Reboot | ゲスト：ポチポチ→ぷり・N回目の告白練習・ねえ、聴いてる？                                                                   |
| 2023年 | 6月25日  | UPローチ東名韓ツアー【SEVEN UP】                                | 韓国・論峴Leeam Art Center     | ゲスト：ポチポチ→ぷり・ねえ、聴いてる？・N回目の告白練習・S2KIDA・アイコメ！愛を込めて                                     |
| 2023年 | 7月2日   | UPローチ東名韓ツアー【SEVEN UP】                                | 愛知・大須Dt.BLD               | |
| 2023年 | 7月9日   | UPローチ東名韓ツアー【SEVEN UP】                                | 東京・渋谷VIDENT               | |
| 2024年 | 5月22日  | アプロ☆フェス -Live in UP Special-                              | 東京・新宿KeyStudio            | ゲスト：chuuum・Blueberry Girls・メリーパレード・すてねこキャッツ・テンシメシ໒꒱・LOVE9LOVE・ハニースパイスRe.             |
| 2024年 | 10月21日 | UPローチ 3rdワンマンライブ ～Up↑draft～ #とりあえずアゲていこう | 東京・渋谷duo MUSIC EXCHANGE   | |
| 2024年 | 12月17日 | UPローチ 森川すみ・森川まな生誕&卒業ライブ                      | 東京・白金高輪SELENE b2        | ゲスト：テンシメシ໒꒱・ハニースパイスRe.                                                                                   |
| 2024年 | 12月28日 | UPローチ現体制終了ライブ                                        | 東京・渋谷DESEO                | |
| 2025年 | 6月4日   | アプロ☆フェス -Live in UP Special-                              | 東京・新宿ReNY                 | ゲスト：ヒトノユメ・恋情アークライト・ゆるっと革命団・kimikara（きみから）・アイドル革命・テンシメシ໒꒱・ハニースパイスRe. |

### 主な出演大型フェス
| 年     | 公演日        | 公演名                                                                | 会場                               | 備考 |
| ------ | ------------- | --------------------------------------------------------------------- | ---------------------------------- | ---- |
| 2021年 | 1月3日        | アイドル甲子園 January FESTIVAL 2021                                  | 東京・STUDIO COAST                 |      |
| 2021年 | 2月7日        | アイドル甲子園 February FESTIVAL 2021                                 | 東京・STUDIO COAST                 |      |
| 2021年 | 3月28日       | アイドル甲子園 March FESTIVAL 2021                                    | 東京・STUDIO COAST                 |      |
| 2021年 | 3月31日       | Girl's Bomb!! 〜年度末感謝祭〜                                        | 東京・STUDIO COAST                 |      |
| 2021年 | 7月23日、25日 | 来年まで待てない! SEKIGAHARA IDOL WARS 2021 〜関ケ原唄姫合戦〜in 尾張 | 愛知・愛知県国際展示場             |      |
| 2021年 | 8月25日       | 8th Anniversary「アイドル甲子園 in USEN STUDIO COAST」Part2           | 東京・STUDIO COAST                 |      |
| 2021年 | 9月26日       | Girl's Bomb!! 〜COAST感謝祭〜                                         | 東京・STUDIO COAST                 |      |
| 2022年 | 3月19日～20日 | アイドル甲子園 FUJISAN SPRING FES 2022                                | 山梨・山中湖交流プラザ きらら      |      |
| 2022年 | 4月4日        | Girl’s Bomb!! 〜応援会〜                                              | 東京・全3会場                      |      |
| 2022年 | 4月29日       | クロフェス2022～今年は野外フェスで盛り上がるしん！！～                | 東京・海の森水上競技場             |      |
| 2022年 | 5月6日～8日   | JAPAN CENTRAL IDOL FESTIVAL 2022                                      | 愛知・愛知県国際展示場             |      |
| 2022年 | 7月3日        | 超NATSUZOME 2022                                                      | 千葉・幕張海浜公園Gブロック        |      |
| 2022年 | 8月12日～13日 | ドラゴンクイーンズフェスティバル ～竜王アイドル夏祭り2022～           | 滋賀・竜王町総合運動公園           |      |
| 2022年 | 8月27日       | @JAM EXPO 2022                                                        | 神奈川・横浜アリーナ               |      |
| 2022年 | 9月10日～11日 | LIVEPRO FESTIVAL2022                                                  | 北海道・全7会場                    |      |
| 2022年 | 9月24日～25日 | 大阪造船所アイドルフェス                                              | 大阪・クリエイティブセンター大阪   |      |
| 2022年 | 11月3日       | @JAM×アイドル横丁 presents 秋葉原アイドルサーキット vol.2             | 東京・全5会場                      |      |
| 2023年 | 7月22日～23日 | SEKIGAHARA IDOL WARS 2023 〜関ケ原唄姫合戦〜                          | 岐阜・桃配運動公園                 |      |
| 2023年 | 8月26日       | @JAM EXPO 2023 supported by UP-T                                      | 神奈川・横浜アリーナ               |      |
| 2023年 | 9月23日       | Girl's Bomb!! 〜初秋の祭〜                                            | 千葉・東京ドイツ村                 |      |
| 2023年 | 11月3日       | @JAM×アイドル横丁 presents 秋葉原アイドルサーキット vol.3             | 東京・全6会場                      |      |
| 2024年 | 3月16日       | Girl's Bomb!! 〜春の大祭典〜                                          | 千葉・東京ドイツ村                 |      |
| 2024年 | 5月3日        | JAPAN CENTRAL IDOL FESTIVAL 2024                                      | 愛知・愛知県国際展示場             |      |
| 2024年 | 5月6日        | 歌舞伎町 UP GATE↑↑ 2024                                               | 東京・全6会場                      |      |
| 2024年 | 6月2日        | クロフェス2024～5周年だよ！全員集合だしん！～                         | 東京・海の森水上競技場             |      |
| 2024年 | 6月12日       | TOKYO GIRLS GIRLS circuit!!                                           | 東京・全12会場                     |      |
| 2024年 | 7月19日       | SEKIGAHARA IDOL WARS 2024 〜関ケ原唄姫合戦〜                          | 岐阜・桃配運動公園                 |      |
| 2024年 | 8月12日       | ドラゴンクイーンズフェスティバル ～竜王アイドル夏祭り2024～           | 滋賀・竜王町総合運動公園           |      |
| 2024年 | 9月15日～16日 | @JAM EXPO 2024 supported by UP-T                                      | 神奈川・横浜アリーナ               |      |
| 2025年 | 5月5日        | 歌舞伎町 UP GATE↑↑ 2025                                               | 東京・全8会場                      |      |
| 2025年 | 7月12日～13日 | SPARK 2025 渋谷納涼祭                                                 | 東京・(7/12)全8会場 (7/13)全10会場 |      |

## 出演

### テレビ
- 13分のステージ（2022年4月14日、tvk）
- バズリズム02（2022年4月22日、日本テレビ） - "あの人ランキング"内で「アオゾラ紙飛行機」MV放送

### ラジオ
- rock field 897（2022年4月11日、InterFM897） - 藤井、立花、瀬森、雨宮[46]
- ミッドナイトシャッフル（2022年5月12日、IBC岩手放送） - コメントOA[47]
- はみだし しゃべくりラジオ キックス（2022年5月13日、山梨放送） - 瀬森、雨宮[48]
- ケミかるベース（2022年7月6日、エフエム甲府） - 瀬森、雨宮[49]
- A-STAGE（2022年7月23日、FMぎのわん） - 立花、瀬森、雨宮[50]

### WEB
- プリュのカラ騒ぎ（WALLOP）
- HADO アイドルウォーズ Sec.45（2021年9月10日、Wow Live、YouTubeチャンネル「HADOウォーズ」） - すみ、まな[51]
- HADO アイドルウォーズ Sec.53（2021年11月12日、Wow Live、YouTubeチャンネル「HADOウォーズ」） - すみ、近藤[52]
- HADO アイドルウォーズ Sec.73（2022年3月24日、Wow Live、YouTubeチャンネル「HADOウォーズ」） - 近藤、雨宮[53]
- HADO アイドルウォーズ たんぽぽ CUP Sec.19（2022年8月26日、Wow Live、YouTubeチャンネル「HADOウォーズ」） - 立花、瀬森[54]
- HADO アイドルウォーズ たんぽぽ CUP Sec.24（2022年10月7日、Wow Live、YouTubeチャンネル「HADOウォーズ」） - すみ、まな[55]
- @JAM応援宣言!「@JAM THE WORLD」（2021年7月5日、2022年2月21日、MixChannel）
- ミュージック☆ヒットパレード（2022年5月7日、YouTubeチャンネル「BLUE MUSIC ENTERTAINMENT」）[56]
- Wonder Wheel"mini" Vol.11（2022年5月11日、YouTubeチャンネル「WONDER WHEEL」） - 百瀬、瀬森、雨宮[57][58]
- TALKINʼ ABOUT"mini" Vol.10（2022年5月25日、YouTubeチャンネル「TALKINʼ ABOUT」） - すみ、まな、近藤、藤井、立花[59][60]